# Paul Mitzschke
Paul Gottfried Mitzschke (* 19. August 1853 in Naumburg (Saale); † 25. September 1920 in Weimar) war ein deutscher Archivar und Historiker.

## Leben und Wirken
Paul Gottfried Mitzschke wurde am 19. August 1853 als Sohn des Ersten Dompredigers August Mitzschke und der Marie Mitzschke, geborene Niese, in Naumburg an der Saale geboren. Er besuchte von 1864 bis 1871 das Domgymnasium Naumburg. Danach studierte er Philologie und Geschichte an der Universität Rostock, wo er 1875 promoviert wurde. Im selben Jahr wurde er Hilfslehrer am Andreas-Institut zu Sulza und 1876 Gymnasiallehrer in Fürstenwalde. Von 1877 bis 1896 arbeitete er als Archivrat im Thüringischen Geheimen Haupt- und Staatsarchiv in Weimar. Am 24. Januar 1882 ehelichte er Laura Hörner. Laut einer öffentlichen Anzeige aus dem Jahre 1898 verlobte sich Paul Mitzschke mit Ellen Wintzer, die 1857 in London geboren wurde und Feuilletonistin (journalistische Berichterstatterin) sowie Übersetzerin der englischen, französischen und italienischen Sprache war. Das Datum ihrer Eheschließung ist nicht bekannt. Am 25. September 1920 starb Paul Mitzschke in Weimar.
Schon früh veröffentlichte Mitzschke Arbeiten zur Geschichte von Thüringen und von seiner Heimatstadt Naumburg und Orten der unmittelbaren Umgebung. Er war 1896 der Begründer des Thüringer Archivtages. 1904 veröffentlichte er zusammen mit seiner Frau ein 152-seitiges Buch mit dem Titel „Der Sagenschatz der Stadt Weimar und ihrer Umgebung“. Paul Mitzschke war der Schriftleiter der Mitteilungen aus dem Mitzschkeschen Familien-Verbande.

## Schriften

### Bücher
- Quaestiones Tironianae. Mittler, Berlin 1875 (Dissertation, Universität Rostock, 1875).
- Die Familie Mitzschke, Werschener Linie. Sieling, Naumburg a. S. 1877 (Digitalisat)
- Die Bibliotheken Naumburgs, Domrich 1880
- Naumburger Inschriften, 1877–1881, Domrich 1881
- Naumburger Glockenchronik, 1917
- Martin Luther, Naumburg a. S. und die Reformation, Festschrift zur Begrüssung der Versammlung vormaliger Schüler des Naumburger Domgymnasiums am 30. September, 1. u. 2. Oktober 1885 in Naumburg, Julius Domrich, 1885
- Aus der Vergangenheit der St. Otmarskirche in Naumburg, In: Blätter aus der Heimat (Naumburg-Kösen), Nr. 46, 1913
- Wann und wo ist der letzte Abt von Pforte gestorben?, In: Blätter aus der Heimat (Naumburg-Kösen), Nr. 52, 1918
- Jaroslav Čermák und sein Gemälde: Die Hussiten vor Naumburg, Verlag Domrich, 1883
- Anfänge und Entwickelung der Naumburger Hussitensage, Verlag Druck von H. Sieling, 1904
- Ein Ebenbild des Naumburger Kirschfestes, 1906
- Das Naumburger Hussitenlied, ein Beitrag zur Geschichte der deutschen volkstümlichen Dichtung, Verlag der Vorstand des Naumburger Referendarkirchfestzeltes, 1907
- Die Naumburger Hussitensage bei den Franzosen, 1907
- Naumburger Parnaß: Übersicht der Dichter, Erzähler und Schilderer, die dauernd oder zeitweise in Naumburg an der Saale gelebt haben, H. Sieling, Naumburg 1921
- Des Paulus Jovius Chronik der Grafen von Orlamünde, (Leipzig 1886)
- Eine griechische Kurzschrift aus dem vierten vorchristlichen Jahrhundert, 1885
- Wegweiser durch die historischen Archive Thüringens, Gotha 1900
- Sigebotos Vita Paulinae. Ein Beitrag zur ältesten Geschichte des schwarzburgischen Landes und Fürstenhauses, (Thüringisch-sächsische Geschichtsbibliothek 1), Gotha 1889
- Das Rote Buch von Weimar, (Thüringisch-sächsische Geschichtsbibliothek 2), Gotha 1891
- Urkundenbuch von Stadt und Kloster Bürgel Teil I 1133–1454, (Thüringisch-sächsische Geschichtsbibliothek 3), Gotha 1893
- Was bedeutet der Name Tümpling?, Hofbuchdruckerei 1904
- Der Froschmäusekrieg, Ein komisches Heldengedicht, Im Versmaß der Urschrift aus dem Griechischen übersetzt und mit Einleitungen versehen , 1891
- Sagenschatz der Stadt Weimar und ihrer Umgegend, Hermann Böhlaus Nachfolger, Weimar 1904

### Zeitschriftenartikel
- Artikel in Zeitschrift für Thüringische Geschichte und Altertumskunde (ZVThGA)
  - Schatzgräberei bei Wettaburg und in Tautenburg 1698 und 1699, in: ZVThGA 10(1880), S. 265–275
  - Der Name Alm(e)rich für das Dorf Altenburg bei Naumburg, in: ZVThGA 11 (1882), S. 549–550
  - Steinburg und Steindorf, in: ZVThGA 9 (1878), 479–483

- Artikel in Neuen Archivs für Sächsische Geschichte (NASG)
  - Bruchstück eines alten Nekrologiums des Klosters Pegau, in: NASG 14, 1893, S. 324–330
  - Der Begräbnistag des Markgrafen Georg von Meissen, in: NASG 16, 1895, S. 131–132
  - Aus dem Heusdorfer Klosterleben, in: NASG 19, 1898, S. 339–349
  - Zwei Briefe Wilhelms des Tapferen, in: NASG 30, 1909, S. 151–153

- Weitere Artikel:
  - Friedrich Nietzsches Herkunft und Vorväter, In: Mitteilungen des Roland, 5. Jg., 1920, Nr. 6/7 u. Nr. 8/9
  - Die Namen der evangelischen Geistlichen der Ephorie Naumburg a.S. bis zum Jahre 1876, In: Archiv für Stamm- und Wappenkunde (Roland), Bd. 15, S. 38–43.
  - Die Legende von der Gründung des Klosters Posa (Bosau), In: Mitteilungen der Geschichts- und Altertumsforschenden Gesellschaft des Osterlandes 10, 1895, S. 457–461.
  - Die Wallfahrtskapelle zu Wersdorf bei Apolda, in: Thüringer Bauernspiegel, Heft 5 (1920), S. 96
  - Erinnerungen an Ernst Ortlepp, In: Thüringer Monatsblätter XIX, 1912, S. 137–141
  - Das Alter des Naumburger Kirschfestes, In: Beilage zur Nr. 133 des Naumburger Tageblatts vom 11. Juni 1919
  - Naumburg und seine Nachbarschaft in Beinamen, Sprichwörtern und Redewendungen, In: Sonntagsblatt des Naumburger Tageblatts, 6. und 13. Juli 1919
  - Die Volks-, Landes-, und Fürstenhymnen der Thüringer, In: Dorfzeitung Nr. 161, Hildburghausen, 13. Juli 1919
  - Thüringen in der Sprache der Gauner und handwerksburschen, In: Dorfzeitung Nr. 51, Hildburghausen, 29. Februar 1920
  - Nachweisungen über die vormaligen geistlichen Körperschaften und Wallfahrtsorte in der Stadt Weimar, In: Deutschland 52, Nr. 218–22, 10.–14. August 1900